# Gary White
Gary White (sinh ngày 25 tháng 7 năm 1974) là một cầu thủ bóng đá người Anh.

## Sự nghiệp huấn luyện viên
Gary White đã dẫn dắt Tokyo Verdy.